# Кягитхане (станція метро)
41°04′47″ пн. ш. 28°58′23″ сх. д. / 41.079630680556° пн. ш. 28.973120669444° сх. д.
Кягитхане (тур. Kâğıthane) — метростанція на лінії М7 Стамбульського метро. 
Введена в експлуатацію 28 жовтня 2020.

Розташування: станція розташована у центрі району Кягитхане, на вулиці Цендере. 
Констурукція; естакадна, типу горизонтальний ліфт з двома береговими прямими плаформами.
Пересадки
- Автобуси: 39Ç, 41ST, 41Y, 44B, 46Ç, 46T, 48, 48H, 48N, 48T, 62, 63, 64Ç, 65A, 65G, 399B
- Маршрутки: Шишлі — Башак Конутлари, Шишлі — Гьоктюрк, Шишлі — Гюзелтепе, Сейрантепе — Топкапи

| Попередня станція               | Лінія | Лінія                           | Лінія | Наступна станція     |
| ------------------------------- | ----- | ------------------------------- | ----- | -------------------- |
| Чаглаян до Шишлі — Меджидієкьой |       | M7 (Стамбульський метрополітен) |       | Нуртепе до Махмутбей |